# Quichuana
Quichuana là một chi ruồi trong họ Syrphidae.